# Кармина, Роса
Роса Кармина Хименес (исп. Rosa Carmina Jimenez, 19 ноября, 1929 года, Гавана, Куба) — мексиканская и кубинская актриса, кубинский секс-символ, и актриса эпохи «Золотого века мексиканского кинематографа».

## Биография
Родилась 19 ноября 1929 года в столице Кубе — Гаване. По приглашению президента Мексики Мигеля Алемана, она, после переезда становится известной и успешной актрисой эпохи «Золотого века мексиканского кинематографа». Великий киноактёр Хуан Ороль, ради любви к очаровательной актрисе бросил свою законную супругу Марию Антуанету Понс, и стал её мужем. Брак просуществовал до 1988 года и закончился в связи со смертью Хуана Ороля. Она снимается плодовито без перерывов вплоть до сегодняшнего дня. Актриса считает, что только смерть может разлучить её с кинематографом.
В 1989 году, актриса с успехом снимается в культовой мексиканской теленовелле «Просто Мария», где она исполняет роль властной жены молодого супруга Росендо — Камелии, которая узнав, что Лорена дель Вильяр преступница, начинает её использовать в качестве прислуги, чтобы заплатить за время её пребывания у Камелии в качестве раненной. Роль Камелии сделала актрису известной.
Она считается великой мексиканской актрисой эпохи «Золотого века мексиканского кинематографа», встав в один ряд с такими великими мексиканскими актрисами и идолами мексиканского народа, как: Мария Антуанета Понс, Мече Барба, Амалия Агилар, Нинон Севилья и Эстер Фернандес.

## Фильмография

### Фильмы эпохи «Золотого века мексиканского кинематографа»
- 1946 — Женщина с Востока
- 1948 — Бандит
- 1949 — Дикая любовь
- 1950 — Кабаре Шанхая
- 1951 — Путешествие
- 1954 — Ночь судьбы
- 1954 — Сандра,жена огня
- 1955 — Под влиянием страха
- 1956 — Люби меня с музыкой

### Фильмы мексиканского кинематографа с 1958 года — по настоящее время
- 1958 — Незабываемые мелодии
- 1958 — Жена нуждается в муже
- 1958 — С кем гуляет сумасшедший
- 1959 — Трагедия в кабаре
- 1960 — Мой личный секретарь
- 1960 — Последний бой
- 1962 — Белая тень
- 1973 — Ночная Мексика
- 1974 — Прекрасная ночь
- 1981 — Тропа смерти
- 1982 — Театр безумия

### Теленовеллы студииTelevisa
- 1989 — Просто Мария — Камелия (дубляж — Екатерина Васильева (1961))
- 1992 — Мария Мерседес